# Sorman
Sorman hay Surman (tiếng Ả Rập: صرمان) là một đô thị ven biển thuộc quận Zawiya ở phía tây bắc Libya.